# ТЕС Соуз-Гедленд
ТЕС Соуз-Гедленд — теплова електростанція на північному заході Австралії.
Введена в експлуатацію у 2017 році станція отримала два основні компоненти:
- парогазовий блок комбінованого циклу потужністю 107 МВт, в якому дві газові турбіни потужністю по 42 МВт живлять через відповідну кількість котлів-уилізаторів одну парову турбіну з показником у 25 МВт;
- встановлену на роботу у відкритому циклі газову турбіну потужністю 42 МВ.
Всі газові турбіни належали до розробленого General Electric типу LM6000, але були виготовлені за ліцензією японською IHI.
Як паливо ТЕС використовує природний газ, що надходить по трубопроводу Каррата — Порт-Гедленд.
Для видалення продуктів згоряння газові турбіни парогазового блоку отримали димарі заввишки по 35 метрів, тоді як встановлена у відкритому циклі турбіна має димар заввишки 25 метрів.
Видача продукції відбувається під напругою 220 кВ.